# Prosmidia suahelorum
Prosmidia suahelorum es una especie de insecto coleóptero de la familia Chrysomelidae.
Fue descrita científicamente en 1901 por Weise.